# Liste von Persönlichkeiten der Stadt Göteborg
Die folgende Liste enthält in Göteborg geborene Persönlichkeiten, chronologisch aufgelistet nach dem Geburtsjahr, sowie weitere mit der Stadt verbundene Persönlichkeiten. Die Liste erhebt keinen Anspruch auf Vollständigkeit.

## Söhne und Töchter der Stadt

### Bis 1800
- Bengt Wilhelm Carlberg (1696–1778), Fortifikationsoffizier, Baumeister, Stadtarchitekt und Stadtingenieur in Göteborg
- Johann Friedrich Bagge (1711–1784), Kaufmann und Ratsherr der Hansestadt Lübeck
- William Chambers (1723–1796), Architekt
- Anna Hammar-Rosén (≈1735–1805), Journalistin
- William Chalmers (1748–1811), Kaufmann
- Bengt Lidner (1757–1793), Dichter
- Bengt Erland Fogelberg (1786–1854), Bildhauer

### 19. Jahrhundert

#### 1801 bis 1880
- Henriette Nissen-Saloman (1819–1879), Mezzosopranistin
- Gillis Bildt (1820–1894), Generalleutnant, Diplomat, Politiker und Ministerpräsident von Schweden
- Oscar Dickson (1823–1897), Mäzen der Polarforschung
- Maximilian Victor Odenius (1828–1913), Mediziner
- Klas Pontus Arnoldson (1844–1916), Journalist, Politiker und Friedensnobelpreisträger
- Andreas Hallén (1846–1925), Komponist, Dirigent, Musikpädagoge und Professor
- Otto Pettersson (1848–1941), Chemiker und Ozeanograph
- Sophie Elkan (1853–1921), Schriftstellerin
- Gustaf Wickman (1858–1916), Architekt
- Carl Hellström (1864–1962), Regattasegler
- Wilhelm Friberg (1865–1932), Fußballfunktionär
- Edmund Thormählen (1865–1946), Regattasegler
- Arvid Damm (1869–1927), Kryptologe, Ingenieur und Erfinder
- Ragnar Berg (1873–1956), Chemiker und Ernährungswissenschaftler
- Ivar Arosenius (1878–1909), Maler und Bühnenautor
- Julius Linder (1878–1942), Politiker
- Charles Magnusson (1878–1948), Kameramann, Filmproduzent und Drehbuchautor
- Erik Wallerius (1878–1967), Regattasegler
- Otto Nilsson (1879–1960), Leichtathlet
- Birger Sörvik (1879–1978), Turner
- Johan Jarlén (1880–1955), Turner
- Eric Lemming (1880–1930), Leichtathlet
- Herman Nyberg (1880–1968), Regattasegler

#### 1881 bis 1890
- Otto Aust (1882–1943), Regattasegler
- Filip Ericsson (1882–1951), Regattasegler
- Sven Forssman (1882–1919), Turner
- Knut Lindberg (1882–1961), Leichtathlet
- Humbert Lundén (1882–1961), Regattasegler
- Harald Sandberg (1883–1940), Regattasegler
- Zeth Höglund (1884–1956), Politiker, Autor und Journalist
- Ivan Mauritz Möller (1884–1972), Leichtathlet, Silbermedaillen-Gewinner bei Olympia
- Eric Sandberg (1884–1966), Segler
- David Wiman (1884–1950), Turner
- Julius Jaenzon (1885–1961), Kameramann und Filmregisseur
- Charles Luther (1885–1962), Sprinter, Silbermedaillen-Gewinner bei Olympia
- Erik Bergström (1886–1966), Fußballspieler
- Lars Hanson (1886–1965), Theaterinterpret und Filmschauspieler
- Henrik Jaenzon (1886–1954), Kameramann
- Göran Liljestrand (1886–1968), Pharmakologe
- Haakon Sörvik (1886–1970), Turner
- Kurt Atterberg (1887–1974), Komponist, Dirigent und Musikkritiker
- Gustaf Blomgren (1887–1956), Wasserspringer
- Hakon Leffler (1887–1972), Tennisspieler und Geschäftsmann
- Tage Skogsberg (1887–1951), schwedisch-US-amerikanischer Meeresbiologe, Ozeanograf und Hochschullehrer
- Harald Wallin (1887–1946), Regattasegler
- Gustaf Sandberg (1888–1956), Fußballspieler
- Nils Silfverskiöld (1888–1957), Turner
- Oscar Jacobsson (1889–1945), Comiczeichner
- Charles Wennergren (1889–1978), Tennisspieler
- Einar Bruun (1890–1967), norwegischer Schneider, Schauspieler und Regisseur
- Nils Linde (1890–1962), Hammerwerfer, Olympiateilnehmer
- Nils Niklasson (1890–1966), Prähistoriker
- Evert Taube (1890–1976), Dichter, Komponist, Sänger und Maler

#### 1891 bis 1900
- Josef Börjesson (1891–1971), Fußballspieler
- Karl-Erik Svensson (1891–1978), Turner
- Fritjof Hillén (1893–1977), Fußballspieler
- Lilly Jacobsson (1893–1979), Schauspielerin
- Fredrik Löwenadler (1895–1967), Schwimmer
- Valdus Lund (1895–1962), Fußballspieler
- Karin Lundgren (1895–1977), Schwimmerin
- Carl-Erik von Braun (1896–1981), Tennisspieler
- Herbert Karlsson (1896–1952), Fußballspieler
- Albert Olsson (1896–1977), Fußballspieler
- Gunnar Holmberg (1897–1975), Fußballspieler
- Erik Malmberg (1897–1964), Ringer
- Karin Boye (1900–1941), Schriftstellerin und Dichterin
- Hjalmar Frisk (1900–1984), Indogermanist
- Evert Lundquist (1900–1979), Fußballspieler

### 20. Jahrhundert

#### 1901 bis 1920
- Per Cederblom (1901–1987), Schwimmer
- Olle Dickson (1901–1995), Schwimmer
- Per Holmström (1901–1982), Schwimmer
- Stella Andrássy (1902–1998), Schriftstellerin
- Aina Berg (1902–1992), Schwimmerin, olympische Medaillengewinnerin
- Ingemar Düring (1903–1984), Altphilologe, Hochschullehrer
- Anders Rydberg (1903–1989), Fußballtorhüter
- Kurt Kusenberg (1904–1983), Schriftsteller und Kunstkritiker
- Uno Lamm (1904–1989), Elektroingenieur
- Hjördis Töpel (1904–1987), Wasserspringerin
- Arne Beurling (1905–1986), Mathematiker
- Sven Rydell (1905–1975), Fußballspieler
- Victor Hasselblad (1906–1978), Fotograf und Erfinder
- Ingmar Liljefors (1906–1981), Komponist
- Ingegärd Töpel (1906–1988), Wasserspringerin
- Karl-Axel Ekbom (1907–1977), Neurologe
- John Nilsson (1908–1987), Fußballspieler
- Waldemar Sjölander (1908–1988), Maler, Grafiker und Bildhauer
- Gideon Ståhlberg (1908–1967), Schach-Großmeister
- Bengt Strömgren (1908–1987), Astronom und Astrophysiker
- Sven Andersson (1910–1987), Politiker
- Lisa Fonssagrives (1911–1992), Fotomodell
- Per Anger (1913–2002), Diplomat
- Folke Hauger Johannessen (1913–1997), norwegischer Marineadmiral, Oberbefehlshaber der norwegischen Streitkräfte
- Gunn Wållgren (1913–1983), Theaterschauspielerin
- Håkan Lidman (1915–2000), Leichtathlet
- Åke Andersson (1917–1983), Fußballspieler
- Folke Wassén (1918–1969), Regattasegler
- Sylvia Gibson (1919–1974), Landschaftsarchitektin
- Gunnar Gren (1920–1991), Fußballspieler
- Bengt Anderberg (1920–2008), Schriftsteller

#### 1921 bis 1940
- Gertrud Fridh (1921–1984), Theater- und Filmschauspielerin
- Barbro Hiort af Ornäs (1921–2015), Theater- und Filmschauspielerin
- Hugo Hegeland (1922–2009), Nationalökonom, Journalist, Schriftsteller und Politiker
- Bertil Gärtner (1924–2009), evangelisch-lutherischer Bischof der Schwedischen Kirche
- Sten Elliot (1925–2022), Segler
- Evert Nyberg (1925–2000), Langstreckenläufer
- Sture Nottorp (1926–1991), Autorennfahrer
- Dan Ekner (1927–1975), Fußballspieler
- Kenneth Fagerlund (1927–1997), Jazzmusiker
- Ingmar Glanzelius (1927–2021), Jazzmusiker, Musikkritiker und Dramatiker
- Holger Hansson (1927–2014), Fußballspieler und -trainer
- Sture Allén (1928–2022), Sprachforscher
- Lennart Bodström (1928–2015), Politiker
- Bertil Andersson (1929–2009), Eishockey- und Fußballspieler
- Vanja Blomberg (* 1929), Turnerin
- Birgitta Trotzig (1929–2011), Schriftstellerin und Kritikerin
- Sonya Hedenbratt (1931–2001), Sängerin und Schauspielerin
- Gunnel Lindblom (1931–2021), Schauspielerin und Regisseurin
- Bengt Hallberg (1932–2013), Jazzmusiker und Komponist
- Ingemar Johansson (1932–2009), Boxer
- Bengt Berndtsson (1933–2015), Fußballspieler
- Rune Gustafsson (1933–2012), Gitarrist und Komponist von Filmmusik
- Ivar Nilsson (1933–2019), Eisschnellläufer
- Kjell Bäckman (1934–2019), Eisschnellläufer
- Sven Wollter (1934–2020), Schauspieler
- Henrik Amnéus (1935–2020), Diplomat
- Pehr G. Gyllenhammar (1935–2024), Manager und Politiker
- Bertil Johansson (1935–2021), Fußballspieler und -trainer
- Agne Simonsson (1935–2020), Fußballspieler und -trainer
- Christian Vinge (* 1935), Regattasegler
- Bengt Waller (1935–2021), Regattasegler
- Gilbert Holmström (* 1937), Jazzmusiker und Zahnarzt
- Kjell Anneling (* 1938), Diplomat
- Bo Högberg (1938–2005), Boxer
- Kay Pollak (* 1938), Regisseur
- Per-Olof Brogren (* 1939), Eisschnellläufer
- Jan Eliasson (* 1940), Diplomat, schwedischer Außenminister uns stellvertretender Generalsekretär der Vereinten Nationen
- Hans Lagerqvist (1940–2019), Stabhochspringer

#### 1941 bis 1950
- Hans Lagerwall (1941–2022), Fechter
- Essy Persson (* 1941), Schauspielerin
- Bo Svenson (* 1941), Film- und Fernsehschauspieler, Regisseur, Drehbuchautor und Produzent
- Gunilla Bergström (1942–2021), Journalistin, Autorin und Kinderbuch-Illustratorin
- Ewa Rydell (* 1942), Turnerin
- Roy Andersson (* 1943), Regisseur und Drehbuchautor
- Lars Sigurd Björkström (* 1943), brasilianischer Regattasegler
- Tomas von Brömssen (* 1943), Schauspieler
- Bo Hansson (1943–2010), Keyboarder und Komponist
- Sten Ingelf (* 1943), Komponist, Jazzmusiker und Musikpädagoge
- Jonny Nilsson (1943–2022), Eisschnellläufer
- Bertil Roos (1943–2016), Formel-1-Rennfahrer
- Viveca Lärn (* 1944), Schriftstellerin
- Manne Lavås (* 1944), Eisschnellläufer
- Peter Hüttner (* 1945), Schauspieler und Autor
- Gunnar Jervill (* 1945), Bogenschütze
- Bo Johansson (* 1945), Gewichtheber
- Bo Ralph (* 1945), Sprachforscher und Professor
- Björn Ulvaeus (* 1945), Sänger, Musiker, Komponist und Musikproduzent
- Ricky Bruch (1946–2011), Diskuswerfer, Olympia-Bronzemedaillengewinner, Schauspieler und Autor
- Gunilla Jacobsson (* 1946), Eisschnellläuferin
- Jan-Erik Lane (* 1946), Politikwissenschaftler und Hochschullehrer
- Elisabeth Erikson (* 1947), Opernsängerin
- Doris Svensson (1947–2023), Pop- und Funksängerin
- Mats Bergman (* 1948), Schauspieler
- Lisbeth Grönfeldt Bergman (* 1948), Politikerin
- Ove Johansson (1948–2023), American-Football-Spieler
- Nino Holm (* 1950), Musiker und Maler
- Christina Lindberg (* 1950), Fotomodell und Schauspielerin
- Annika Thor (* 1950), Schriftstellerin

#### 1951 bis 1960
- Annika Persson (* 1951/52), Model
- Stellan Skarsgård (* 1951), Schauspieler
- Peeter Uuskyla (* 1951), Jazz- und Improvisationsmusiker
- Roger Gustafsson (* 1952), Fußballspieler und -trainer
- Susanna Lindeborg (1952), Fusion- und Jazzmusikerin
- Marlies Veldhuijzen van Zanten (* 1953), niederländische Politikerin
- Birgitta Maria Siefker-Eberle (* 1954), Botschafterin
- Helene Tursten (* 1954), Schriftstellerin
- Ulrika Knape (* 1955), Wasserspringerin
- Ann Larsson (* 1955), Leichtathletin
- Catharina Bråkenhielm (* 1956), Politikerin
- Soraya Post (* 1956), Politikerin
- Ulf Ekstrand (* 1957), Eisschnellläufer
- Midde Hamrin (* 1957), Langstreckenläuferin
- Göran Johansson (1957–2021), Ruderer
- Elisabeth Andreassen (* 1958), Sängerin
- Jonas Hellborg (* 1958), Jazz-Bassist
- Glenn Hysén (* 1959), Fußballspieler
- Aris Fioretos (* 1960), Schriftsteller und Übersetzer
- Christer Gulldén (* 1960), Ringer
- Marika Domanski Lyfors (* 1960), Fußballspielerin und -trainerin
- Johny Murray (* 1960), schwedisch-amerikanischer Fußball- und Eishockeyspieler
- Glenn Strömberg (* 1960), Fußballspieler

#### 1961 bis 1970
- Henrik Alexandersson (* 1961), Journalist und Blogger
- Mikael Örn (* 1961), Schwimmer
- Jakob Eklund (* 1962), Schauspieler
- Kajsa Ernst (* 1962), Schauspielerin
- Mikkey Dee (* 1963), Musiker
- Anders Frisk (* 1963), Versicherungskaufmann und Fußballschiedsrichter
- Thomas W. Gabrielsson (* 1963), Schauspieler
- Carin Hernskog (* 1963), Freestyle-Skierin
- Pär-Gunnar Jönsson (* 1963), Badmintonspieler
- Tone Folkeson (1964–1985), Tischtennisspielerin
- Joakim Karlberg (* 1964), Eisschnellläufer
- Jonas Sjöstedt (* 1964), Politiker
- Magnus Wislander (* 1964), Handballspieler
- Helen Alfredsson (* 1965), Berufsgolferin
- Johnny Ekström (* 1965), Fußballspieler
- Mia Hermansson-Högdahl (* 1965), Handballspielerin
- Torbjörn Kornbakk (* 1965), Ringer
- Patrik Sjöberg (* 1965), Leichtathlet
- Ann Christiansen (* 1966), Schwimmerin
- Jonas Frisén (* 1966), Mediziner, Stammzellforscher und Neurowissenschaftler
- Bengt Gingsjö (1966–2022), Schwimmer
- Jasmin Krohn (* 1966), Eisschnellläufer
- Jonas Svensson (* 1966), Tennisspieler
- Jonas Berggren (* 1967), Liedermacher
- Christian Bergström (* 1967), Tennisspieler
- Calle Johansson (* 1967), Eishockeyspieler
- Robert Bengtsson-Bärkroth (* 1968), Fußballspieler und -trainer
- Patrik Carnbäck (* 1968), Eishockeyspieler
- Peter Gentzel (* 1968), Handballtorhüter
- Snowy Shaw (* 1968), Multiinstrumentalist und Sänger
- Jan Apell (* 1969), Tennisspieler
- Catrine Bengtsson (* 1969), Badmintonspielerin
- Mattias Eklundh (* 1969), Gitarrist und Sänger
- Niklas Eklund (1969–2025), Trompeter
- Tomas Johansson (* 1969), Badmintonspieler
- Peter Nyborg (* 1969), Tennisspieler
- Malin Berggren (* 1970), Sängerin
- Ulf Ekberg (* 1970), Musiker
- Peter Karlsson (* 1970), Sprinter
- Mikael Ljungberg (1970–2004), Ringer
- Martin Pringle (* 1970), Fußballspieler und -trainer
- Björn Rosenström (* 1970), Liedermacher

#### 1971 bis 1980
- Leila K. (* 1971), Pop-Sängerin
- Johan Leijonhufvud (* 1971), Jazzmusiker
- Kristian Wåhlin (* 1971), Multi-Instrumentalist, Sänger, Grafikdesigner und Alben-Cover-Zeichner
- Oscar Ackeström (* 1972), Eishockeyspieler
- Daniel Alfredsson (* 1972), Eishockeyspieler
- Jenny Berggren (* 1972), Sängerin
- Malin Björk (* 1972), schwedische Politikerin
- Jennifer Brown (* 1972), Soul- und Popsängerin
- Rickard Falkvinge (* 1972), Gründer der schwedischen Piratenpartei
- Niclas Fasth (* 1972), Berufsgolfer
- Martin De Knijff (* 1972), Sportwetter und Pokerspieler
- Peter Möller (* 1972), Handballspieler und -trainer
- Marcus Allbäck (* 1973), Fußballspieler
- Anders Fridén (* 1973), Sänger
- Teddy Lučić (* 1973), Fußballspieler
- Samuel L. Session (* 1973), DJ und Produzent
- Ljubomir Vranjes (* 1973), Handballspieler und -trainer
- Stig Wennerström (* 1973), Regattasegler
- Håkan Hellström (* 1974), Musiker
- Stefan Olsdal (* 1974), Bassist
- Mikael Stanne (* 1974), Sänger und Gitarrist
- Niklas Sundin (* 1974), Gitarrist, Designer und Texter
- Gunhild Carling (* 1975), Jazzmusikerin
- Karl Corneliusson (* 1976), Fußballspieler
- Jonas Ernelind (1976–2011), Handballspieler
- Robert Kronberg (* 1976), Hürdenläufer
- Henrik Stenson (* 1976), Profigolfer
- Anders Svensson (* 1976), Fußballspieler
- Jeffrey Aubynn (* 1977), Fußballspieler
- Nils Berg (* 1977), Jazzmusiker
- Martin Boquist (* 1977), Handballspieler
- Dime Jankulovski (* 1977), Fußballspieler
- Ana Johnsson (* 1977), Sängerin
- Patrik Klüft (* 1977), Stabhochspringer
- William Olsson (* 1977), Filmemacher
- Carl Pettersson (* 1977), Golfspieler
- Daniel Svensson (* 1977), Schlagzeuger
- Tommy Atterhäll (* 1978), Handballspieler
- José González (* 1978), Sänger und Songwriter
- Anders Lyrbring (* 1978), Schwimmer
- Harriet Ohlsson (* 1978), Musikerin
- Jonas Ljungblad (* 1979), Radrennfahrer
- Sofia Paldanius (* 1979), Kanutin
- Timo Räisänen (* 1979), Pop-Musiker
- Josefin Lillhage (* 1980), Schwimmerin
- Christian Olsson (* 1980), Dreispringer und Olympiasieger
- Siri Svegler (* 1980), Schauspielerin, Sängerin und Musikerin

#### 1981 bis 1990
- Josefin Ljungman (* 1981), Schauspielerin
- Ludvig Strigeus (* 1981), Programmierer
- Jonas Larholm (* 1982), Handballspieler
- John Alvbåge (* 1982), Fußballspieler
- Kári Árnason (* 1982), Fußballspieler
- Kristoffer Berntsson (* 1982), Eiskunstläufer
- Isabel Edvardsson (* 1982), Tänzerin
- Beatrice Fihn (* 1982), schwedische Juristin und Direktorin der ICAN
- Bobbie Friberg Da Cruz (* 1982), Fußballspieler
- Tobias Hysén (* 1982), Fußballspieler
- Jens Karlsson (* 1982), Eishockeyspieler
- George Mourad (* 1982), Fußballspieler
- Elena Paparizou (* 1982), griechisch-schwedische Sängerin
- Christofer Stevenson (* 1982), Radrennfahrer
- Kristian Bliznac (* 1983), Handballspieler
- Magnus von Horn (* 1983), Filmregisseur und Drehbuchautor
- Joel Eriksson (* 1984), Eisschnellläufer
- Emma Green (* 1984), Leichtathletin
- Mathias Ranégie (* 1984), Fußballspieler
- Loui Eriksson (* 1985), Eishockeyspieler
- Johan Eurén (* 1985), Ringer
- Mathilde Johansson (* 1985), Tennisspielerin
- Oscar Wendt (* 1985), Fußballspieler
- Martin Dohlsten (* 1986), Fußballspieler
- Daniel Friberg (* 1986), Eisschnellläufer
- Henrik Norfeldt (* 1986), Tennisspieler
- Viktor Stålberg (* 1986), Eishockeyspieler
- Johanna Ahlm (* 1987), Handballspielerin
- Marcus Enström (* 1987), Handballspieler
- Nina Grawender (* 1987), Beachvolleyballspielerin
- Peter Holmgren (* 1987), Eishockeytorhüter
- Victor Nithander (* 1987), Schachspieler
- Otis Sandsjö (* 1987), Jazzmusiker
- Gustav Svensson (* 1987), Fußballspieler
- Frida Tegstedt (* 1987), Handballspielerin
- Joel Berghult (* 1988), Youtuber
- Michaela Ek (* 1988), Handballspielerin
- Gustav Möller (* 1988), schwedisch-dänischer Drehbuchautor und Filmregisseur
- Úlfur Karlsson (* 1988), isländischer Künstler
- Alicia Vikander (* 1988), Schauspielerin und Tänzerin
- Isabelle Gulldén (* 1989), Handballspielerin
- Markus Eriksson (* 1989), Tennisspieler
- Felix Arvid Ulf Kjellberg (* 1989), Youtuber
- Tobias Sana (* 1989), Fußballspieler
- Mervan Çelik (* 1990), Fußballspieler
- Sofia Lövgren (* 1990), Pokerspielerin
- Therese Wislander (* 1990), Handballspielerin

#### 1991 bis 2000
- Miriam Bryant (* 1991), Soul-Pop-Sängerin und Songwriterin
- Marcus Dahlin (* 1991), Handballspieler
- Max Darj (* 1991), Handballspieler
- Christian Folin (* 1991), Eishockeyspieler
- Tim Heed (* 1991), Eishockeyspieler
- Ferat Istrefi (* 1991), albanischer Tennisspieler
- Carl Klingberg (* 1991), Eishockeyspieler
- Robin Lehner (* 1991), Eishockeytorwart
- Sara McManus (* 1991), Curlerin
- Viktor Svedberg (* 1991), kasachisch-schwedischer Eishockeyspieler
- Nikola Vasić (* 1991), Fußballspieler
- Andreas Berg (* 1992), Handball-Nationalspieler
- Peter Johannesson (* 1992), Handballspieler
- August Strömberg (* 1992), Fußballspieler
- Johan Sundström (* 1992), Eishockeyspieler
- Leonard Žuta (* 1992), nordmazedonisch-schwedischer Fußballspieler
- Jim Chawki (* 1993), Poolbillardspieler
- Jennifer Falk (* 1993), Fußballtorhüterin
- Amine Gülşe Özil (* 1993), schwedisch-türkische Schauspielerin, Model und Gewinnerin eines Schönheitswettbewerbs
- August Gustafsson Lohaprasert (* 1993), schwedisch-thailändischer Fußballspieler
- Michaela Meijer (* 1993), Leichtathletin (Stabhochspringerin)
- Sebastian Ohlsson (* 1993), Fußballspieler
- Christian Djoos (* 1994), Eishockeyspieler
- Jesper Konradsson (* 1994), Handballspieler
- Miranda Nasser (* 1994), Handballspielerin
- Kristoffer Peterson (* 1994), Fußballspieler
- Pontus Zetterman (* 1994), Handballspieler
- Hosam Aiesh (* 1995), syrisch-schwedischer Fußballspieler
- Jonathan Carlsbogård (* 1995), Handballspieler
- Jenny Carlson (* 1995), Handballspielerin
- Johanna Forsberg (* 1995), Handballspielerin
- Kelly Gale (* 1995), schwedisch-australisches Model und Schauspielerin
- Lovisa Karlsson (* 1995), Seglerin
- Sebastian Karlsson (* 1995), Handballspieler
- Tobias Thulin (* 1995), Handballtorwart
- Victor Edvardsen (* 1996), Fußballspieler
- Sofia Hvenfelt (* 1996), Handballspielerin
- Sebastian Karlsson (* 1995), Handballspieler
- Martin Larsson (* 1996), E-Sportler
- Olivia Mellegård (* 1996), Handballspielerin
- Carlos Strandberg (* 1996), Fußballspieler
- Isak Danielson (* 1997), Sänger und Songwriter
- Isabelle Grill (* 1997), Schauspielerin
- Evelina Källhage (* 1997), Handballspielerin
- Victor Leksell (* 1997), Popsänger
- Liamoo (* 1997), Sänger
- Emil Mellegård (* 1997), Handballspieler
- Felix Svensson (* 1997), schwedisch-schweizerischer Sprinter
- Almida de Val (* 1997), Curlerin
- Alexander Bernhardsson (* 1998), Fußballspieler
- Kristopher Da Graca (* 1998), Fußballspieler
- August Erlingmark (* 1998), Fußballspieler
- Daleho Irandust (* 1998), Fußballspieler
- Jens Cajuste (* 1999), US-amerikanisch-schwedischer Fußballspieler
- Elai (* 1999), schwedisch-albanischer Rapper
- Greta Crafoord (* 2000), Eiskunstläuferin
- John Crafoord (* 2000), Eiskunstläufer
- Nina Dano (* 2000), Handballspielerin
- Ludvig Hallbäck (* 2000), Handballspieler
- Emil Holm (* 2000), Fußballspieler

### 21. Jahrhundert
- Caijsa Wilda Hennemann (* 2001), Tennisspielerin
- Wilma Nielsen (* 2001), Mittelstreckenläuferin
- Benjamin Nygren (* 2001), Fußballspieler
- Samuel Pihlström (* 2001), Mittelstreckenläufer
- Patrik Wålemark (* 2001), Fußballspieler
- Thea Blomst (* 2002), Handballspielerin
- Lucas Raymond (* 2002), Eishockeyspieler
- Filip Ambrož (* 2003), kroatischer Fußballspieler

## Mit Göteborg verbundene Persönlichkeiten
- Berndt Lindholm (1841–1914), schwedisch-finnischer Maler
- Louis Enders (1855–1942). deutsch-schwedischer Baumeister
- Moritz Mayer-Mahr (1869–1947), deutscher Pianist und Musikpädagoge
- Neeme Järvi (* 1937), estnisch-amerikanischer Dirigent; Chefdirigent der Göteborger Symphoniker (1982–2004)